# Geert-Jan Derikx
Geert-Jan Derikx, né le 31 octobre 1980 à Bois-le-Duc, est un joueur néerlandais de hockey sur gazon.
Il fait partie de l'équipe des Pays-Bas de hockey sur gazon médaillée d'argent aux Jeux olympiques d'été de 2004.

## Palmarès

### Jeux olympiques
- Jeux olympiques d'été de 2004 à Athènes,  Grèce
  -  Médaille d'argent

### Champions Trophy
- 2002: Médaille d'or
- 2003: Médaille d'or
- 2004: Médaille d'argent
- 2005: Médaille d'argent
- 2006: Médaille d'or
- 2007: Médaille de bronze

### Championnats d'Europe
- Championnat d'Europe de hockey sur gazon masculin 2005 à Barcelone,  Espagne
  -  Médaille d'argent
- Championnat d'Europe de hockey sur gazon masculin 2007 à Manchester,  Royaume-Uni
  -  Médaille d'or